# May Singhi Breen
May Singhi Breen, née May W. Singhi le 24 février 1891 à New York (États-Unis) et morte le 19 décembre 1970 dans cette même ville, est une compositrice, arrangeuse et ukuléliste américaine, qui s'est fait connaître sous le nom « The Original Ukulele Lady ». Son travail dans le secteur de l'édition musicale a duré plusieurs décennies. Breen a joué un rôle majeur dans l'acceptation du ukulélé comme instrument de musique par la Fédération américaine des musiciens. En 2000, elle devient la première femme intronisée au Ukulele Hall of Fame.

## Début de carrière
Breen reçoit pour la première fois un ukulélé bon marché comme cadeau de Noël. N'arrivant pas à le vendre ou l'échanger, elle prend des leçons et apprend à jouer. Sous peu, elle et certains de ses amis forment The Syncopators, et jouent sur des stations de radio dans la région de New York. En 1923, Breen rencontre Peter DeRose et quitte The Syncopators. Le duo se fait appeler les « Sweethearts of the Air » sur l'émission de radio du même nom, où Breen joue du ukulélé et DeRose l'accompagne au piano,. L'émission de WJZ durera 16 ans, de 1923 à 1939.  
Comme beaucoup d'autres musiciens de l'époque, Breen est fan des instruments créés par C.F. Martin & Company, et utilise nombre de leurs produits, y compris quelques modèles incrustés personnalisés. Comme tous les autres artistes ayant essayé avant elle, Breen ne réussit pas à obtenir un contrat de sponsoring avec Martin. Mais contrairement aux autres, elle ne cherche pas à obtenir un contrat avec d'autres luthiers, tenant trop à ses instruments Martin.

## Publications

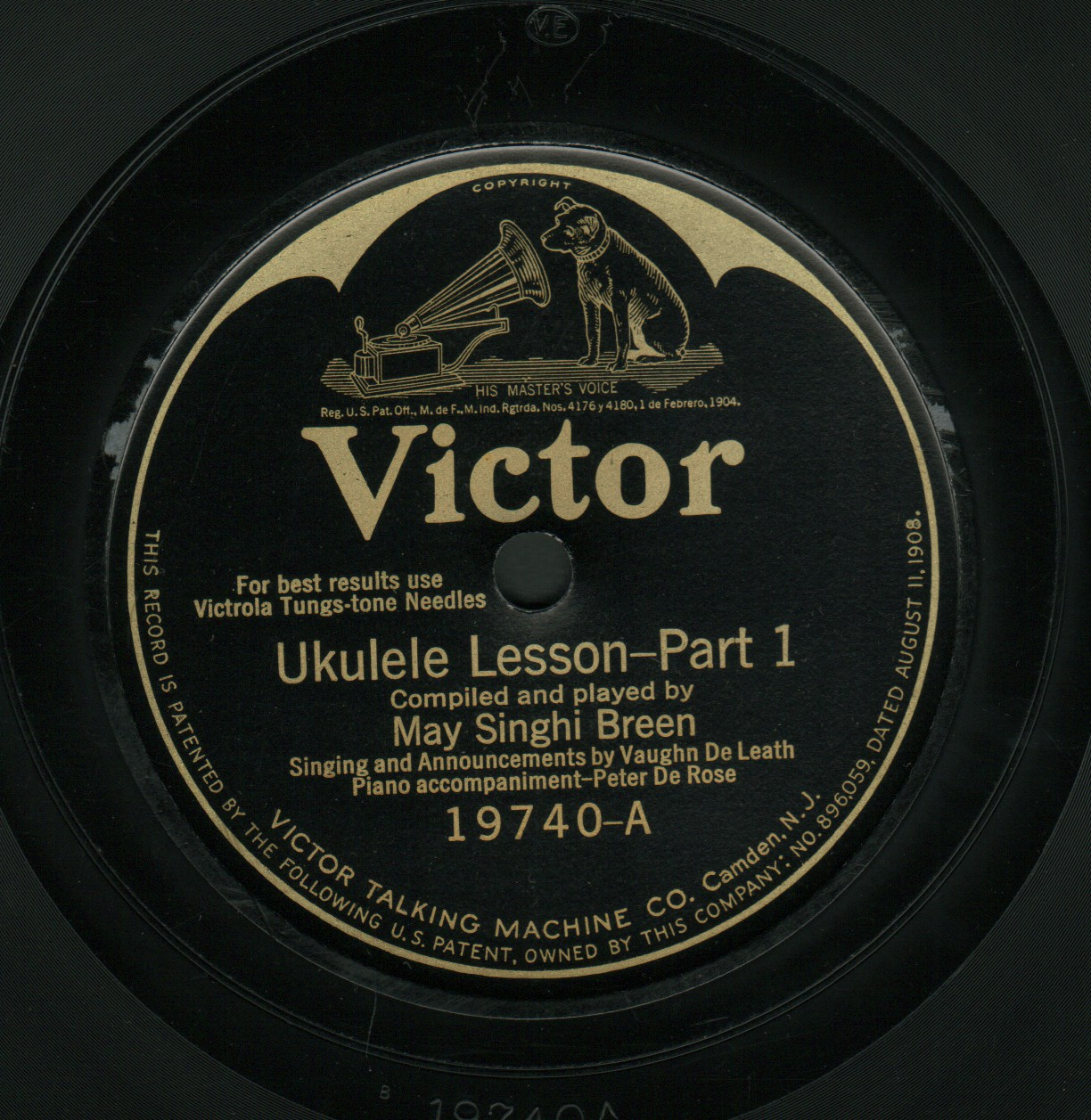
Étiquette du disque 78 tours « Ukulele Lesson ».

Breen est créditée d'avoir convaincu les éditeurs d'inclure des accords d'ukulélé sur leur partition. Les éditeurs de Tin Pan Alley l'engagent pour écrire les accords et son nom se retrouve ainsi sur des centaines de partitions des années 1920. Son nom en tant qu'arrangeuse apparaît sur plus de morceaux que n'importe quel autre individu. La première apparition de son nom sur un arrangement de ukulélé date de 1917, mais ses arrangements commencent à apparaître en grand nombre en 1923.
Breen est la première personne à enregistrer et publier des lessons d'ukulélé enregistrées. Le premier tutoriel dure 6 minutes et apparaît sur le disque 78 tours Ukulele Lesson, fourni avec le livre Peter Pan Uke Method sur le Victor Label. « Ukulele Lesson », Victor 19740. En revanche, la voix sur le disque n'est pas la sienne, mais celle de la chanteuse populaire Vaughn De Leath. Profitant de la popularité grandissante de l'instrument, grâce à ses talents et par les émissions de radio et de télévision de Arthur Godfrey, Breen publie en 1950 la New Ukulele Method.
En 2000, May Singhi Breen est intronisée au Ukulele Hall of Fame avec Cliff Edwards et le fondateur de Kamaka ukulele, Sam Kamaka. Dans sa description par le Hall of Fame est écrit : « Elle a convaincu les éditeurs de musique de la valeur commerciale des arrangements de ukulélé et a encouragé l'inclusion d'arrangements sur presque toutes les copies imprimées de musique populaire. Ses propres arrangements apparaissent sur plus de partitions que toute autre personne dans l'histoire. »

## Fédération américaine des musiciens
Breen insiste pour que la Fédération américaine des musiciens accepte les joueurs de ukulélé dans leur syndicat. En 1931, elle contacte l'Union des musiciens de Manhattan pour en devenir membre, mais sa demande est rejetée, car l'union ne reconnait pas le ukulélé comme un véritable instrument de musique. Dans la lettre de refus, le représentant lui dit que le ukulélé est considéré comme un « jouet amusant qui n'est pas autorisé dans les orchestres, et n'importe qui peut faire du bruit dessus en quelques jours ». Alors que le syndicat cède finalement et reconnait que le ukulélé est bien un instrument de musique, il refuse toujours de considérer la maîtrise de l'instrument comme qualification valable pour l'adhésion. L'union refuse pendant de nombreuses années, mais finit par céder sous la pression constante de Breen, soutenue par des personnalités notables tels que Cliff Edwards et Arthur Godfrey.

## Vie privée
Son père, Henry U. Singhi (1862–1946) est un artisan et sa mère, Carrie J. Carroll (1862–1915) est une pianiste. May épouse un avocat, Matthew Vincent Breen (1890–1928), à Manhattan le 7 août 1913. Ils divorcent en mai 1917 à Manhattan. Leur fille Rita reste seule avec May, qui dispose néanmoins d'une pension alimentaire versée par Matthew Breen. Le 8 décembre 1929 — dix-sept mois après que son ex-mari ait été tué à Battery Park — May épouse le compositeur Peter DeRose (1900–1953), de 9 ans son cadet, à Manhattan. May et Peter restent mariés et collaborent musicalement jusqu'à la mort de Peter. Breen décède le 19 décembre 1970 et est enterrée à côté de son mari au cimetière de Kensico, à Valhalla.
Sa fille, Rita Lherie Breen (1914–2007), épouse le 29 octobre 1933 à Manhattan Byram Arnold Bunch (1907–1981), diplômé de West Point l'année d'avant. De nombreuses œuvres de May et Peter DeRose sont toujours sous copyright, détenues par les descendantes et descendants de Rita à travers son fils, Peter Arnold Bunch (1937–2004), ancien officier de la marine militaire américaine.

## Sélection de publications
- Wendell Hall's Ukulele Method, par Wendell Hall, éditée par May Singhi Breen, Forster Music Publisher, Inc. (1925) ; (OCLC 45322896)
- May Singhi Breen's Ukulele Songs and Method, William J. Smith Co. (1924)
- The Peter Pan Uke Method, Uke Trades Publishing Company (1925)
- Islander Uke: Self-Teaching Method, par May Singhi Breen, French American Reeds Manufacturing, (1951) ; (OCLC 71827582)
- Sparkle Plenty's Own Self Teaching Ukette Method (bande dessinée pour enfants), par May Singhi Breen (1951)
- New Ukulele Method For Beginners And Advanced Students, par May Singhi Breen, Robbins Music Corp. (1950) ; (OCLC 2733204 et 8755904)
- Collection of Ukulele Solos, par May Singhi Breen, Robbins Music Corp. (1955) ; (OCLC 10987129)